# Ludwigsstadt

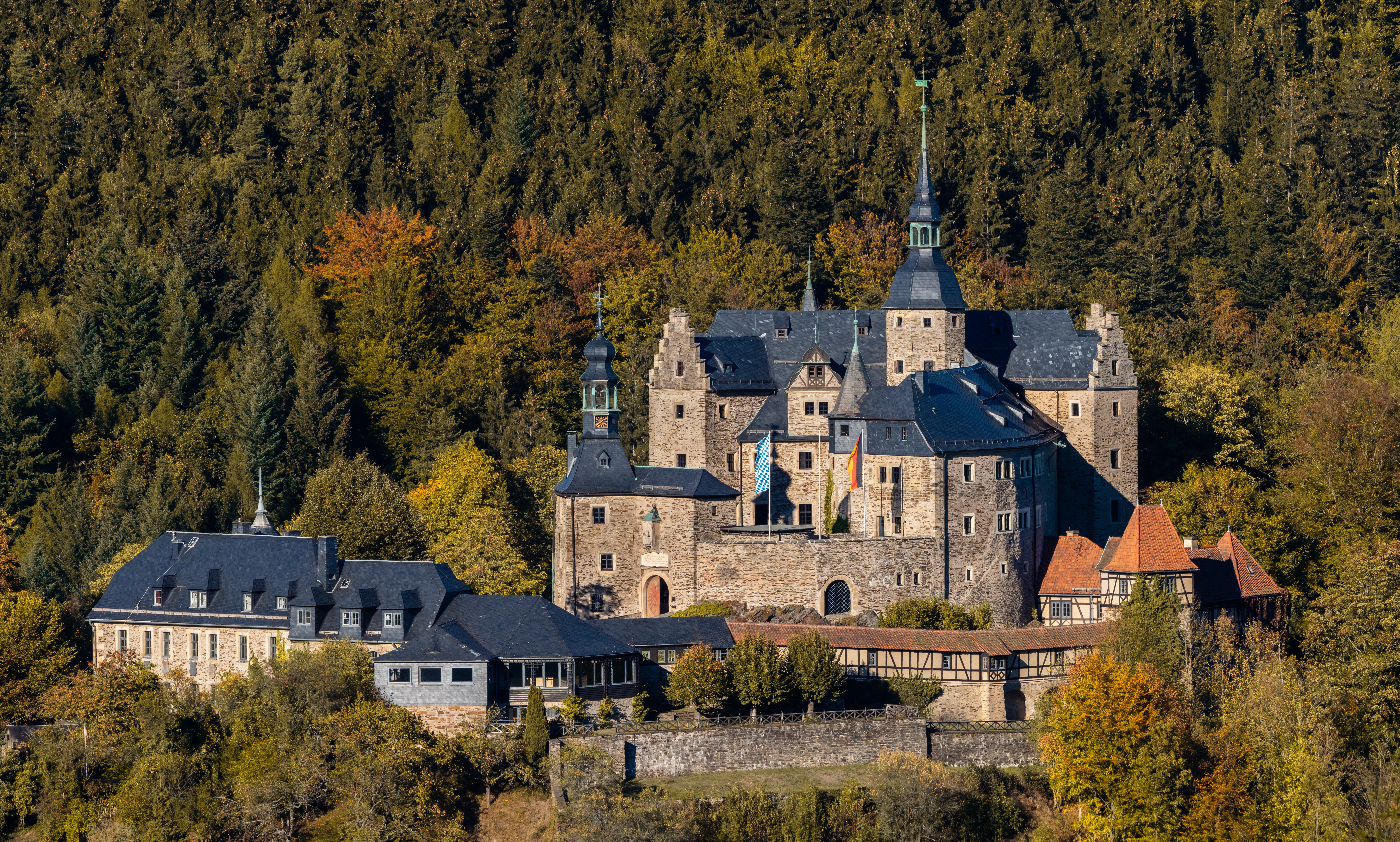
Le château de Lauenstein, près de Ludwigsstadt. Photo septembre 2018.

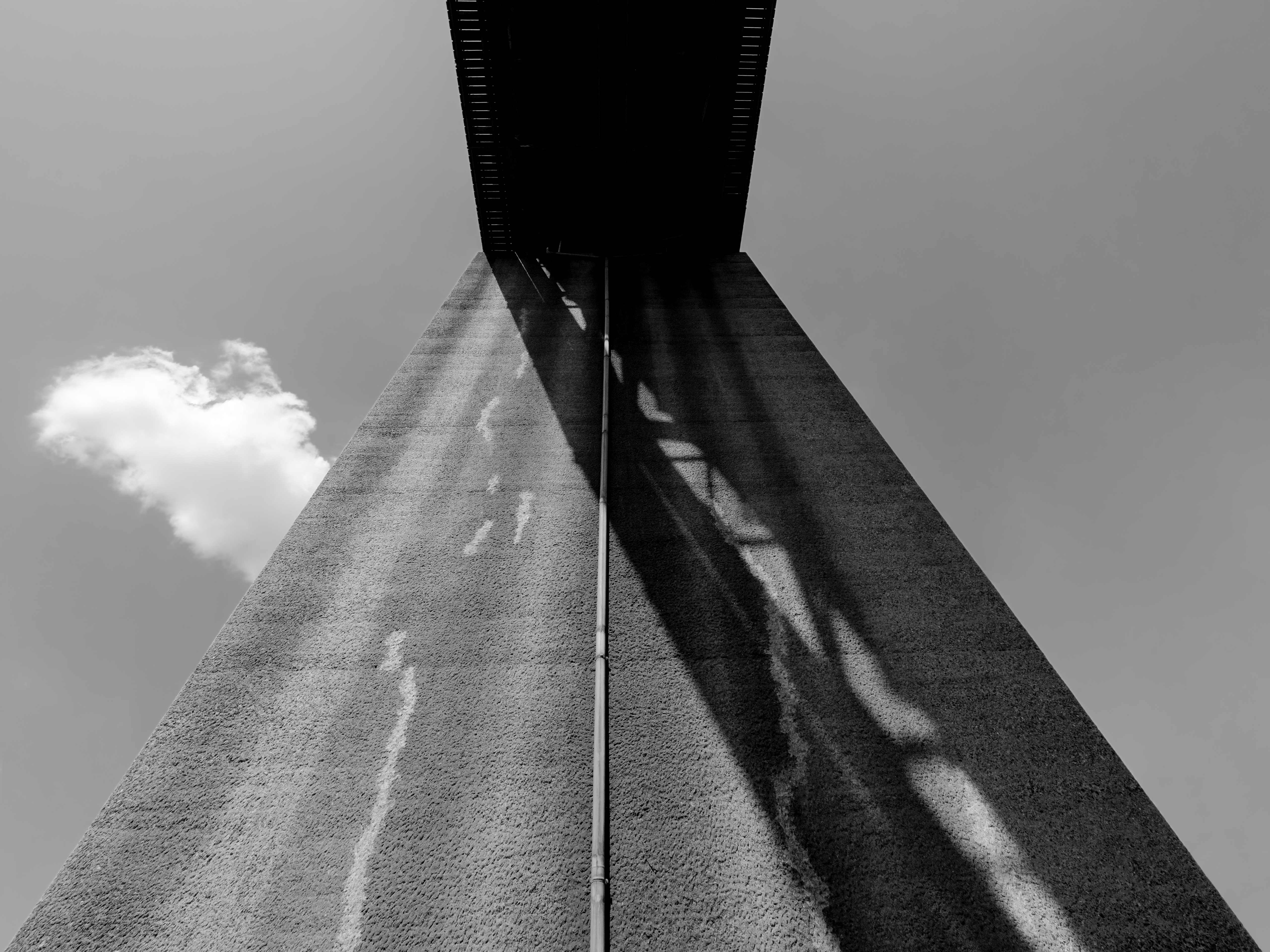
Pont de chemin de fer sur la ligne Frankenwaldbahn (ligne de chemin de fer de la forêt de Franconie) à Ludwigsstadt. Août 2018.

Ludwigsstadt est une ville de Bavière (Allemagne), située dans l'arrondissement de Kronach, dans le district de Haute-Franconie.